# Йозеф Гельмесберґер (молодший)
Йозеф Гельмесберґер (нім. Joseph Hellmesberger; 9 квітня 1855, Відень — 26 квітня 1907, там само) — австрійський скрипаль, диригент, композитор. Син Йозефа Гельмесберґера-старшого, брат Фердинанда Гельмесберґера.

## Біографія
Йозеф Гельмесберґер народився в музичній сім'ї, його батько був вчителем — скрипаль, диригент і композитор. З 1878 року він був солістом Віденської придворної капели і викладав у Віденській консерваторії, з 1875 року грав другу скрипку в квартеті свого батька, а в 1887-му прийняв від нього партію першої скрипки і керівництво квартетом, гастролював з ним в Єгипті і Константинополі. З 1890 року Гельмесберґер був капельмейстером Віденської Придворної опери. 1901 року став наступником Густава Малера на посаді головного диригента Віденського філармонічного оркестру, однак, не відпрацювавши 3-річний термін, 1903 року був змушений залишити свою посаду, покинувши рівночасно і Придворну оперу; викладав приватно, короткий час працював в Штутгартській опері.
Автор 22 оперет — перша, «Граф Ґлейген і його дружини» (нім. Der Graf von Gleichen und seine Frauen, за середньовічною легендою), з'явилася 1880 року, — шести балетів, танцювальної та вокальної музики.
Похований на Гітцінґському кладовищі.